# Гогоберідзе Бульбулі Дурсунівна
Бульбулі (Булбулі) Дурсунівна Гогоберідзе (1932, село Кведа-Бзубзу Кедського району, тепер Кедський муніципалітет, Аджарія, Грузія — ?) — грузинська радянська діячка, швачка Батумської швейної фабрики імені Орджонікідзе Аджарської АРСР. Депутат Верховної ради СРСР 5-го скликання.

## Життєпис
Народилася в селянській родині. У 1949 році закінчила дев'ять класів Махунцетської середньої школи Аджарської АРСР.
У 1951 році вступила до комсомолу.
З 1954 року — швачка, з 1956 року — швачка-мотористка Батумської швейної фабрики № 5 імені Орджонікідзе Аджарської АРСР. Перевиконувала виробничі норми.
Закінчила Всесоюзний заочний технологічний технікум легкої промисловості.
Член КПРС.
Подальша доля невідома.